# Dominik Galić
Dominik Galić (29. svibnja 1975.) je hrvatski filmski producent i scenarist i bivši državni reprezentativac u plivanju.
Sin je hrvatskog filmskog režisera Eduarda Galića.

## Životopis
Rodio se je 1975. godine. 

### Plivačka karijera
Hrvatski je olimpijac. Natjecao se na velikim športskim natjecanjima, na kojima je postigao zapažene rezultate. Na europskom prvenstvu u Lisboi 1999. ušao je u završnicu gdje je bio 6. Na svjetskim je vojnim igrama osvojio broncu. Sudjelovao je na OI 1996. u Atlanti gdje je postavio hrvatski rekord i ukupno bio 21. 
Studirao je u SAD-u poslovno administriranje na sveučilištu u Berkeleyu gdje se natjecao na Američkom sveučilišnom prvenstvu u plivanju. Ondje je osvojio 11. mjesto. Ovo je zapaženi rezultat, jer ovo je najkvalitetnije svjetsko natjecanje u malim bazenima. Diplomirao je 1999. godine. Nakon što se iste godine vratio iz SAD-a, pokrenuo je plivački časopis i organizirao plivačke kampove s poznatim američkim trenerima. Plivačku je karijeru okončao 2000. godine.

### Filmaška karijera
Poslije filmske karijere, 2000. se godine okrenuo filmu. Napisao je scenarij za dokumentarni film plivačke teme Ma ne dolazi u obzir, to nas uopće ne zanima, koji je režirao Eduard Galić. Od 2003. bavi se producentskim poslom u suradnji s ocem.
Ističe se velika predstava Idemo na more u suradnji s HNK, redatelja Eduarda Galića, za koju su na Jarunu napravili pravi mali dalmatinski gradić. Glumili su Špiro Guberina, Boris Dvornik i Marija Kohn. 
Drugi značajni projekt dokumentarni je film o hrvatskoj nogometnoj reprezentaciji Naše vatrene godine, redatelja Eduarda Galića i scenarista Andrije Kačića-Karlina, a koji je postigao visoku nakladu prodajom uz Večernji list, s preko 40 000 primjeraka te je tako bio naprodavaniji hrvatski film do tada. 
2000-ih ističu mu se projekti koji se bave obranom Hrvatske u Vukovaru. Prvi je dokumentarac Vukovarska pasija i Križni put (2005.) na kojem je upoznao hrvatskog heroja Domovinskog rata Marka Babića. Iz te suradnje došlo se na zamisao za drugi velebni dokumentarac, dokumentarni film Heroji Vukovara (2008.), kojem je producent i scenarist. 
2000-ih je producirao dokumentarni film o blaženom Augustinu Kažotiću, a dokumentarni film režirao je Eduard Galić. 2008. je producirao još jedan film u svezi s Katoličkom Crkvom, film o obnovi zagrebačke katedrale. Režirao ga je Eduard Galić. Galiće je za taj posao angažirao odbor obnove zagrebačke katedrale.
Po njegovom scenariju snimljen je dugometražni igrani film "Za ona dobra stara vremena" (2018) redatelja Ede Galića i u produkciji "Missarta".
Bio je i gost emisije "Kokice" u siječnju 2019.

## Nagrade
Dobitnik je važnih svjetskih nagrada. Ističe se nagrada za najbolji svjetski proizvod na DVD-u (izdavački pothvat godine) za DVD Vukovar 1991., koji je plodom rada na dokumentarnoj seriji "Heroji Vukovara". Priznanje je dala INMA, najveća svjetska udruga novinskih izdavača INMA.